# Embraer EMB 120
Die Embraer EMB 120 Brasilia ist ein 30-sitziges Regionalflugzeug des brasilianischen Flugzeugbauers Embraer.

## Geschichte
Die durch Turboprops angetriebene Embraer EMB 120 wurde Anfang der 1980er-Jahre als modernes Zubringerflugzeug mit Druckkabine entwickelt und steht in direkter Konkurrenz zur Saab 340. Nach dem Erstflug am 27. Juli 1983 wurde das Muster im Oktober 1985 erstmals im Linienbetrieb in den USA eingesetzt. Bis zum Herbst 2004 wurden insgesamt 352 Flugzeuge fest bestellt. In Deutschland wurde die EMB 120 ab 1986 durch die DLT eingesetzt.

## Varianten
EMB 120
Grundmodell
EMB 120ER
Version mit höherer Reichweite und erhöhter Kapazität; alle EMB-120ER S/Ns können in die Versionen EMB-120FC oder EMB-120QC nachgerüstet werden
EMB 120FC
Reine Frachtversion
EMB 120QC
Version mit der Möglichkeit, schnell zwischen Fracht und Passagiertransport umzurüsten
EMB 120RT
Frachtversion; alle EMB-120RT S/Ns können in die Version EMB-120ER umgerüstet werden
VC-97
VIP-Transporter der brasilianischen Luftwaffe

## Militärische Nutzer

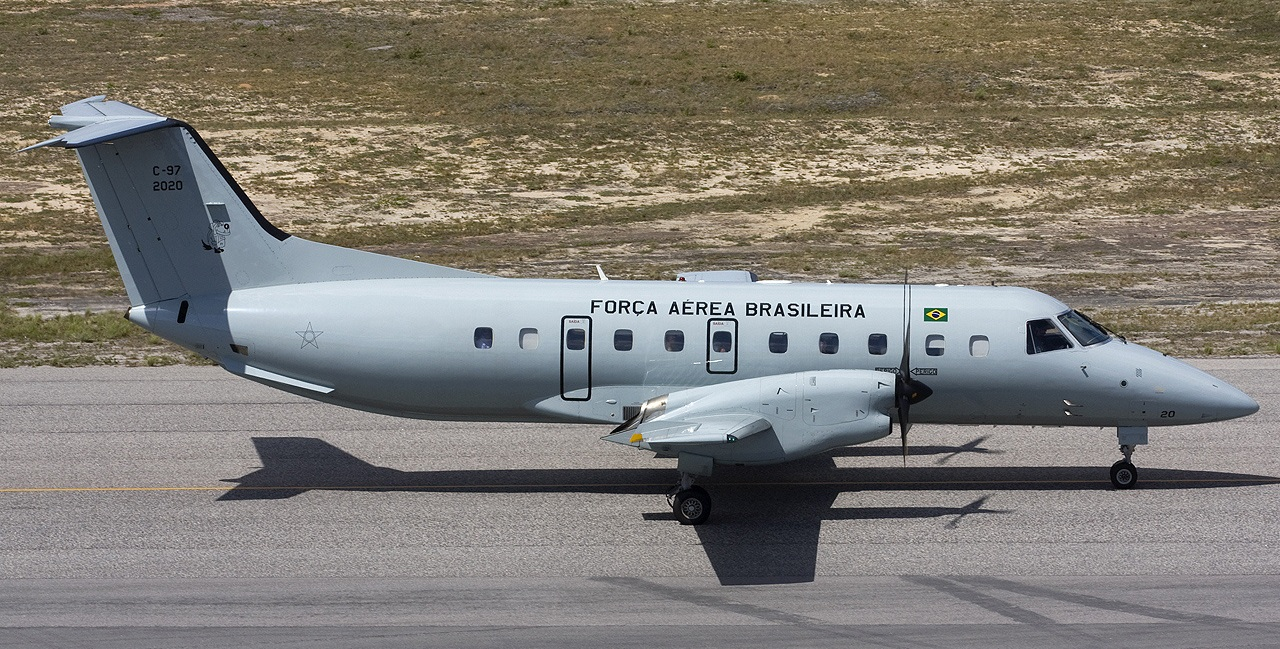
EMB-120RT der brasilianischen Luftwaffe

- Angola
- Brasilien: 19[2][3]
- Ecuador
- Uruguay (Fuerza Aérea Uruguaya)

## Zwischenfälle
Vom Erstflug 1983 bis Mai 2025 kam es mit Embraer EMB 120 zu 22 Totalschäden. Bei 18 davon kamen 217 Menschen ums Leben.
- Am 19. September 1986 wurde eine Embraer EMB 120 der Atlantic Southeast Airlines (N219AS),  die sich auf dem Überführungsflug vom Werk von Embraer in São José dos Campos zum Firmensitz der Fluggesellschaft in Atlanta befand, in einer Flughöhe von 5.000 Fuß gegen eine Bergflanke in Mantiqueira, Brasilien geflogen, nachdem die Piloten der Anweisung der Flugsicherung, auf Flugfläche 280 zu steigen, keine Folge geleistet hatten. Bei dem Unfall starben alle fünf Insassen der Maschine (siehe auch Flugunfall der Atlantic Southeast Airlines in Brasilien 1986).

- Am 21. Dezember 1987 wurde eine von der französischen Air Littoral betriebene Embraer EMB 120 (Luftfahrzeugkennzeichen F-GEGH) auf einem Flug der Air France beim Landeanflug auf den Flughafen Bordeaux schon fünf Kilometer nordöstlich des Platzes in den Boden geflogen. Dabei kamen alle 16 Insassen ums Leben. Die Crew hatte bei schlechtem Wetter Schwierigkeiten mit dem Anflug, die Maschine geriet schließlich zu tief und kollidierte mit Bäumen. Es handelte sich um einen Controlled flight into terrain (siehe auch Air-France-Flug 1919).[5]

- Am 9. April 1990 kollidierte eine kurz zuvor gestartete Embraer EMB 120 der Atlantic Southeast Airlines (N217AS) mit vier Passagieren und drei Besatzungsmitgliedern an Bord bei Gadsden, Alabama in einer Flughöhe von 5.000 Fuß mit einer entgegenkommenden Cessna 172 der Civil Air Patrol (N99501), deren Pilot in Richtung der untergehenden Sonne flog und von dieser geblendet wurde. Die Cessna stürzte ab, wobei ihre zwei Insassen getötet wurden, den Piloten der Embraer gelang trotz einer abgerissenen rechten Höhenflosse ihrer Maschine eine sichere Umkehr zum und Notlandung auf dem Startflughafen (siehe auch Atlantic-Southeast-Airlines-Flug 2254).

- Am 5. April 1991 stürzte eine Embraer EMB 120 der US-amerikanischen Atlantic Southeast Airlines (N270AS) mit 20 Passagieren und drei Besatzungsmitgliedern an Bord im Landeanflug auf Brunswick (Georgia) ab, nachdem eine Fehlstellung der Propellerblätter des linken Triebwerks infolge eines Konstruktionsfehlers zu einem Kontrollverlust geführt hatte. Niemand überlebte (siehe auch Atlantic-Southeast-Airlines-Flug 2311).[6]

- Am 11. September 1991 verunglückte eine Embraer EMB 120 der US-amerikanischen Britt Airways (N33701), die sich auf dem Flug von Laredo nach Houston befand. Ursache war die fehlerhafte Wartung am linken Höhenleitwerk. Bei dem Absturz am Eagle Lake (Texas) kamen alle 14 Insassen ums Leben (siehe auch Britt-Airways-Flug 2574).[7]

- Am 21. August 1995 verunglückte eine Embraer EMB 120 der Atlantic Southeast Airlines (N256AS) auf einem Flug mit 26 Passagieren und drei Besatzungsmitgliedern an Bord nach einem Triebwerksschaden. Bei der missglückten Notlandung nahe der Ortschaft Carrollton (Georgia) kamen 9 Menschen ums Leben (siehe auch Atlantic-Southeast-Airlines-Flug 529).[8]

- Am 9. Januar 1997 stürzte eine Embraer EMB 120 der US-amerikanischen Comair (N265CA) während des Anfluges auf den Flughafen Detroit ab. Die Piloten der Maschine hatten die Kontrolle verloren, nachdem sich an den Tragflächen Raueis angesammelt hatte. Keiner der 29 Menschen an Bord überlebte den Absturz (siehe auch Comair-Flug 3272).[9][10]

- Am 14. Mai 2004 stürzte eine EMB 120 der brasilianischen Rico Linhas Aéreas (PT-WRO)  bei Tefé (Brasilien) mit 30 Passagieren und 3 Besatzungsmitgliedern ab. Die Piloten waren angewiesen worden, den Landeanflug abzubrechen, um für einen medizinischen Notfallflug die Bahn frei zu halten. Es gab keine Überlebenden.[11]

- Am 22. März 2010 verunglückte eine Embraer EMB 120 der Airnorth (Luftfahrzeugkennzeichen VH-ANB) auf einem Übungsflug mit zwei Piloten an Bord kurz nach dem Start vom Flughafen Darwin. Die beiden Piloten kamen dabei ums Leben. Unfallursache war ein fehlerhaft ausgeführter Start mit einem simulierten Triebwerksausfall, wodurch die Kontrolle über die Maschine verloren ging (siehe auch Flugunfall der Airnorth 2010).[12]

- Am 27. November 2012 stürzte eine Embraer 120ER der Inter Iles Air (D6-HUA) auf dem Weg von Moroni-Hahaya (Komoren) nach Anjuan kurz nach dem Start ins Meer nördlich des Startflughafens. Alle 29 Insassen konnten gerettet werden, das Flugzeug war ein Totalschaden.[13]

- Am 3. Oktober 2013 verunglückte eine Embraer EMB 120 der nigerianischen Associated Aviation (5N-BJY) kurz nach dem Start zu einem Charterflug vom Flughafen Lagos nach Akure. Von den 20 Personen an Bord kamen 15 ums Leben. An Bord befanden sich neben der siebenköpfigen Besatzung 13 Familienmitglieder und der Sarg von Gouverneur Olusegun Agagu. Einer der fünf überlebenden Passagiere war der Sohn des Gouverneurs (siehe auch Associated-Aviation-Flug 361).[14][15][16]

- Am 4. Mai 2020 stürzte eine Embraer EMB 120 der kenianischen African Express Airways (5Y-AXO) auf einem Flug mit 4 Passagieren und zwei Besatzungsmitgliedern an Bord im Anflug auf Berdale (Somalia) ab, nachdem sie von äthiopischen Truppen beschossen worden war. Keiner der an Bord befindlichen Menschen überlebte den Absturz (siehe auch African-Express-Airways-Flug 711).[17][18]

## Technische Daten

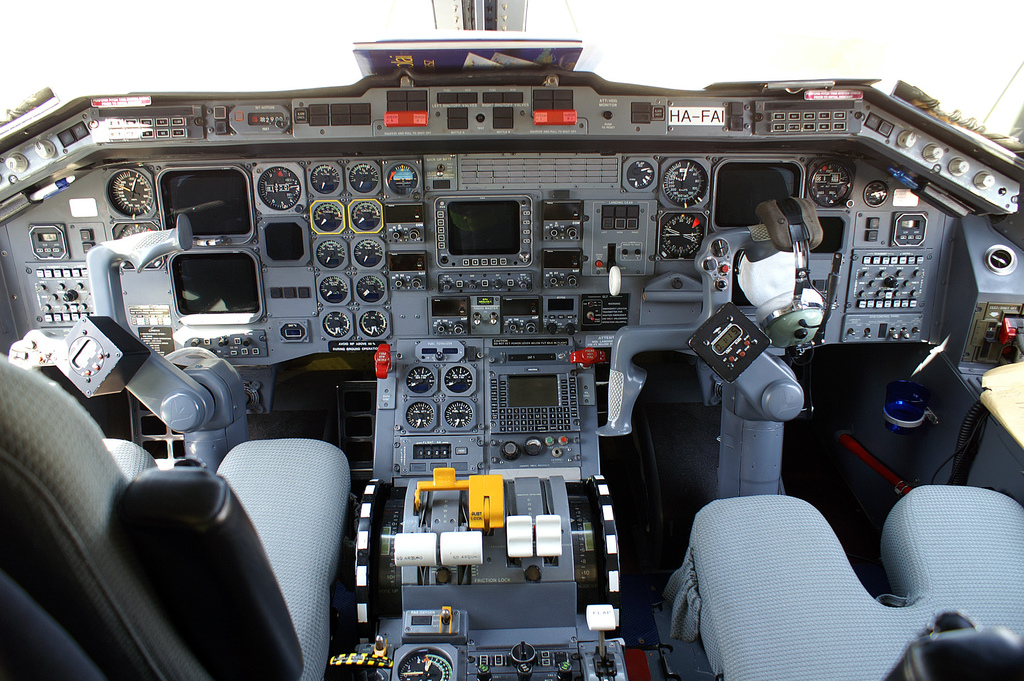
Cockpit einer EMB 120

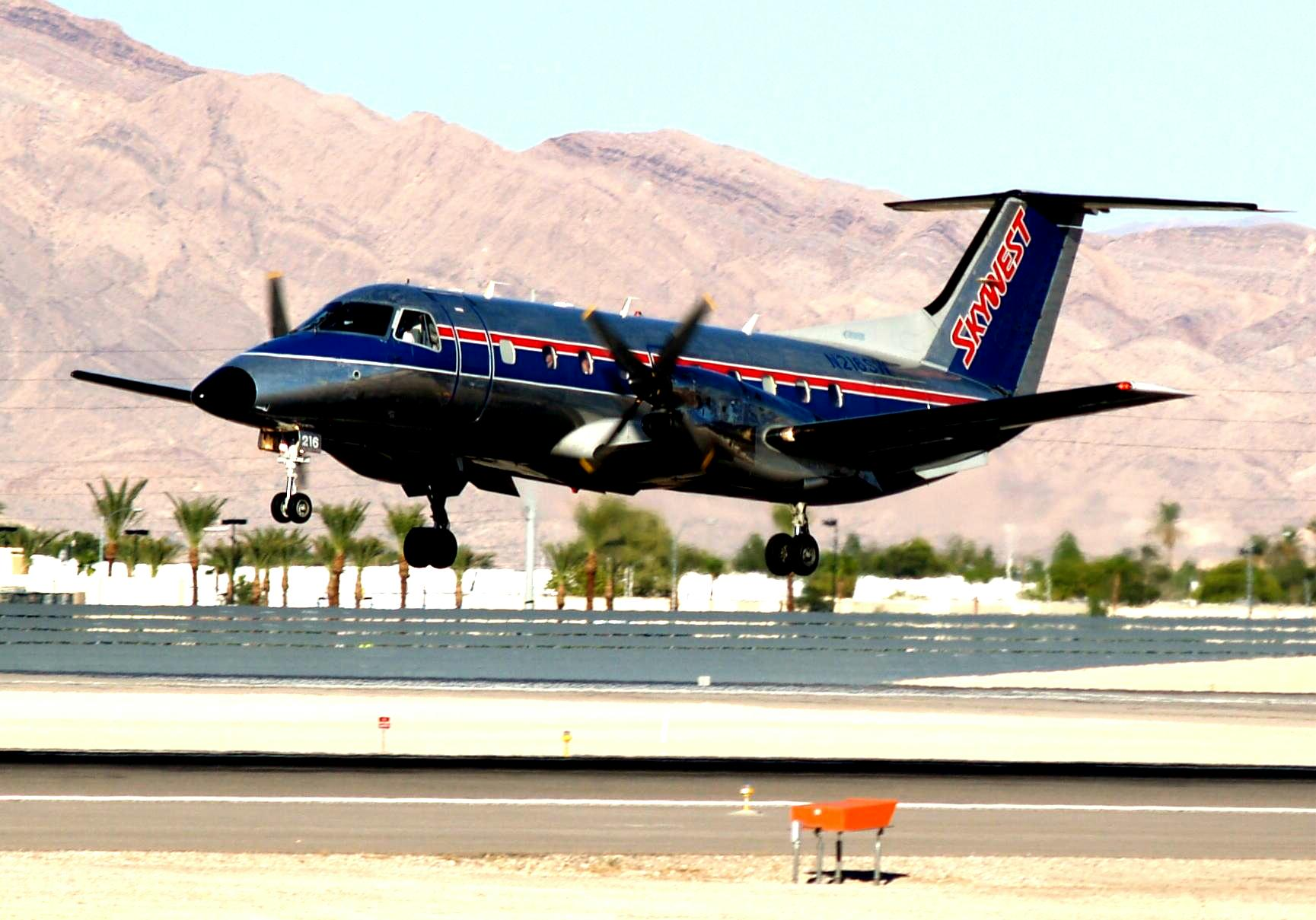
EMB-120ER der Skywest Airlines

| Kenngröße             | Daten                                                                                     |
| --------------------- | ----------------------------------------------------------------------------------------- |
| Besatzung             | 2                                                                                         |
| Passagiere            | 28–30                                                                                     |
| Länge                 | 20,00 m                                                                                   |
| Spannweite            | 19,78 m                                                                                   |
| Höhe                  | 6,35 m                                                                                    |
| Flügelfläche          | 39,4 m²                                                                                   |
| Flügelstreckung       | 9,9                                                                                       |
| Leermasse             | 7.070 kg                                                                                  |
| max. Startmasse       | 11.500 kg                                                                                 |
| Startstrecke          | 1560 m                                                                                    |
| Landestrecke          | 1380 m                                                                                    |
| Reisegeschwindigkeit  | 310 kn (574 km/h)                                                                         |
| Höchstgeschwindigkeit | 608 km/h                                                                                  |
| Dienstgipfelhöhe      | 9.085 m                                                                                   |
| Reichweite            | 1.750 km                                                                                  |
| Triebwerke            | zwei Propellerturbinen Pratt & Whitney Canada PW118/118A/118B mit je 1.340 kW (1.800 shp) |